# Premier Mandat
Premier Mandat jest to pierwszy album francuskiej wokalistki Diam’s wydany w 1999 w nakładem wytwórni EMI.

## Lista utworów
1. „Intro” (2:14)
2. „Rien A Foutre” (4:50)
3. „C'Est Toi Qui M'Gène” (3:56)
4. „Diam’s C'Est Qui?” (4:20)
5. „Royality” (4:30)
6. „Ordre De Mission” (1:03)
7. „Premier Mandat” (4:23)
8. „Tu T'Imagines” (3:57)
9. „Jal-Uzi” (3:11)
10. „Rimer Ou Ramer” (2:52)
11. „Capulwak” (4:23)
12. „Interlude” (0:49)
13. „Si Je Dois Rester” (3:52)
14. „Le Fléau” (3:53)
15. „Banlieues Du Monde” (4:35)
16. „Eternel” (3:54)
17. „Drôle De Bizz” (3:53)
18. „Outro” (0:49)